# Aphis mizutakarashi
Aphis mizutakarashi är en insektsart. Aphis mizutakarashi ingår i släktet Aphis och familjen långrörsbladlöss. Inga underarter finns listade i Catalogue of Life.